# Falsoptilodactyla bicoloricornis
Falsoptilodactyla bicoloricornis is een keversoort uit de familie Ptilodactylidae. De wetenschappelijke naam van de soort is voor het eerst geldig gepubliceerd in 1958 door Pic.